# 28. Flak-Division
Die 28. Flak-Division war ein Großverband der Bodentruppen der deutschen Luftwaffe im Zweiten Weltkrieg. Zuständig war die Division bei Aufstellung für die Abwehr von einfliegenden gegnerischen Flugzeugen mittels Flugabwehrgeschützen in Baden-Württemberg.

## Geschichte
Die Division wurde aus dem Stab der ehemaligen 9. Flak-Brigade im Oktober 1944 in Stuttgart aufgestellt.
Der Gefechtsstand der Division wurde nach Bad Herrenalb verlegt.
Die Division hatte die Aufgabe der Luftverteidigung Baden-Württembergs und war später dem Luftgau VII zugeordnet, ab Dezember 1944 dem IV. Flak-Korps unterstellt. Vorher diente die Division ab November gemeinsam mit der 10. und 13. Flak-Division als Unterstützung für die 19. Armee im Elsass.
Im März/April 1945 wurden die Kampfeinheiten der 13. Flak-Division in die Division eingegliedert.
Am 5. Mai 1945 ergaben sich die Soldaten den Westalliierten.

## Kommandeur
- Oberst Hans-Jürgen Heckmanns: von der Aufstellung bis 24. November 1944
- Oberst/Generalmajor Kurt von Ludwig: 25. November 1944 bis Kriegsende

## Gliederung
- Flak-Regiment 68 (Karlsruhe)
- Flak-Regiment 69
- Flak-Regiment 130 (Friedrichshafen)
- Flak-Regiment 139 (Stuttgart)
- Luftnachrichten-Betriebs-Kompanie 148